# シネマシティ
シネマシティ (CINEMA CITY) は、東京都立川市にある地元資本系（シネマシティ株式会社）のシネマコンプレックスである。シネマ・ワン（CINEMA・ONE）およびシネマ・ツー（CINEMA・TWO）の2館を運営している。
なお、シネマシティという名前からは地域を連想できないため、地名を冠して「立川シネマシティ」とも表記されている。

## 略歴
- 1951年10月 - 地元商店で設立した洋画上映専門館の「立川セントラル劇場」を借用し、創業者の川手健吉が映画興行をはじめる（シネマシティ株式会社の前身であるタツミ興業設立）。こけら落としはジョン・ウェイン主演の『駅馬車』（ジョン・フォード監督）だった。その後、「立川中央」（1955年10月27日開業）、「立川松竹」（1956年12月1日開業）、「ニュー八王子」（後のニュー八王子シネマ）と上映劇場を拡大。
- 1992年8月31日[1] - 旧米軍立川基地跡地を含む立川駅北口再開発事業にともない、タツミ興業株式会社が運営していた「立川中央」や「立川松竹」、「立川セントラル」[注 1]が閉館となる。
- 1994年10月8日 - 都市再開発で誕生した地区「ファーレ立川」にある12階建てのビル（シネマシティビル）に東京都初のシネマコンプレックスとなる「シネマシティ」をオープンした[注 2]。また、一部のエントランスには日比野克彦が描いた壁画がある。
- 2004年7月 - 究極の映画館を目指し館内構造（湾曲させたスクリーンの採用や上下左右の幕を排除）から音響（KICリアルサウンドシステム）、照明など徹底的にこだわって設計された「シネマ・ツー」をオープンさせた。
- 2013年7月11日 - 「シネマシティ」の名称を「シネマ・ワン」に、同スクリーン名称の「city 1,2,3,4,5,6」もシネマ・ツーに合わせて「f, g, h, i, j, k studio」に変更された。来場者がシネマシティとシネマ・ツーの場所を間違えたり、シネマ・ツーとcity 2を混同する等があり、便宜を図るため。
- 2017年4月 - シネマ・ツー全studio、及びシネマ・ワンg studioのスピーカー等を一新[5]

## 所在地・設備

### シネマ・ワン（旧名称：シネマシティ）
- 東京都立川市曙町2-8-5
- JR立川駅より徒歩5分、多摩モノレール立川北駅より徒歩3分
- 6スクリーン（f, g, h, i, j, k studio）/全1,026席
- JBLサウンド(g, j studio)
- KICリアルサウンドアナログ(f, h, i, k studio)

### シネマ・ツー
- 東京都立川市曙町2-42-26
- JR立川駅より徒歩6分、多摩モノレール立川北駅より徒歩2分
- 5スクリーン（a, b, c, d, e studio）/全1,233席
- KICリアルサウンドシステム

## 特徴
シネマシティの代表取締役である川手弘太郎は、アーティストの日比野克彦、照明デザイナーの海藤春樹、店舗デザイナーの鈴木恵千代と古くから友人同士であり、彼らとの会話をきっかけにシネコン構想が持ち上がり、「映画館のようではない映画館」をテーマに「シネマシティ（現名称：シネマ・ワン）」が誕生した。当時の映画館としては斬新なファッションビルのような外観。各階フロア、各シアターごとに異なる雰囲気になるよう演出された空間。THXやDCSを導入するなどの音響へのこだわり。遊び心ある個性的な映画館となった。

### 音に対するこだわり
「日本一音にこだわる映画館」を自称しており、シネマ・ツー誕生時には、サウンド・スペース・コンポーザーの井出祐昭により開発されたオリジナルの音響システム「KICリアルサウンドシステム」を導入。その後、シネマ・ワンにもアナログプロセッサを導入した発展形の「KICリアルサウンド アナログ」を導入している。
シネマ・ワンg, j スタジオを除く全スタジオに、メイヤーサウンド社製のスピーカーを導入している。
このうち、シネマ・ツーaスタジオはセンターチャンネルにLEOPARDラインアレイスピーカーを8台と900-LFCを1台、LRチャンネルにLEOPARDラインアレイスピーカーを6台と900-LFCを1台、サブウーファーに1100-LFCを3台、サラウンドにHMS-12を12台、最後列のシートにMM-4XPを4台配備している。aスタジオは2015年から2017年にかけて段階的にスピーカーを入れ替えた。改装前はメインスピーカーにMTS-4A、サブウーファーに650-P、サラウンドにUPJ-1Pを使用していた。これらのスピーカーは、aスタジオ改装後に内部ユニットを新品に交換する整備を行った上でbスタジオに移設された。
f studioには映画館としては世界初、DCS（デジタリー・コントロールド・サウンドシステム）という最新システムが採用されていた。劇場内の音響特性を分析してデジタルでコントロールすることで、すべての客席で同じ音を楽しむことができた。現在は廃止されている。しかしこのシステムがその後のシネマシティ独自の音響システムである「KICリアルサウンドシステム」の誕生に影響を与えている。
g studioは都内初のTHX認定劇場であったが、現在は認定を受けていない。本来はTHXのスタッフが設計段階から監修するが、音響にこだわるシネマシティは独自に建設して完成後にTHXから認定を受ける形を採っており、日本で初めて日本人の手により作られたTHX認定劇場であった。

### 極上音響上映・極上爆音上映
シネマシティのサウンドシステムには、映画館としては珍しい音響調整卓が組み込まれており、これを活用して、プロの音響家により調整を施した「極上音響上映」や、これに加えてウーファーを追加設置して重低音にこだわった「極上爆音上映」を行っている。特に、極上爆音上映の知名度を上げるきっかけとなった『マッドマックス 怒りのデス・ロード』と、音響監督の岩浪美和が現地に赴いて音響調整を行った『ガールズ&パンツァー 劇場版』は空前の大ヒットを記録した。

### シネマシティズン
独自の有料会員制度である。年会費1000円、6ヶ月会員600円。
入会すると、鑑賞料金が特別料金のものを除き平日1000円・土休日1300円となる。また土休日の20時以降に上映が開始されるレイトショーの鑑賞料金も、極上爆音上映のものを除き1000円となる。また、コンセッションのフード割引、web予約の際の手数料免除、会員限定の先行予約、特別試写会などのサービスがある。
さらに、会員情報をSuica・PASMO・楽天edy・nanaco・WAONなどのFelicaカードと紐付けすれば、チケットレス入場や券売機での会員価格の購入が可能となる他、券売機・予約発券機でのチケットの予約発券も簡単になる。コンセッションのフード割引も、紐付けされたFelicaカードを提示することで受けられる。Felicaカードを所持していない場合は、有料でオリジナルデザインのものを購入できる。

### web予約
独自のシステムを使用していて、クレジットカード決済、ムビチケに対応している。前売り券は使用できない。前売り券は受付で上映3日前から利用可能。また、シネマシティズン会員でない場合は、50円の手数料がかかる。
その反面、上映開始20分前まで、チケットの発券を行っていない状態であれば、いつでも予約をキャンセルすることができる。
一公演に対して、最大8名まで同時に予約ができる。予約後に人数の変更はできないため、人数の変更が必要な場合は、一度キャンセルし再度の予約が必要。また、会員が登録したメールアドレスを入力することで、他のシネマシティズン会員の分も、同時に予約が可能である。
web予約の開始時刻はシネマシティズン会員向けの先行予約は上映4日前の午前0時から、非会員向けは上映3日前の午前0時からである。人気の高い作品は予約開始から数分で満席となることもしばしばある。また、予約はキャンセルできるため、満席となった作品でもキャンセルの出た席を予約・購入する、いわゆるキャンセル待ちが可能である。

### 情報発信
ウェブサイト上での情報発信の他にも、メールマガジンを配信している。内容は、極上爆音上映・極上音響上映が決定した作品の告知や、注目すべき作品の紹介など。注目度の高い情報は、メールマガジンでいち早く発信される場合がある。
また、ツイッターでも半公認アカウントと称するアカウント(@cinemacity_jp)を中心に、積極的な情報発信を行っている。
以前は「シネマシティSEEK」というチラシを定期的に配布しており、その後メールマガジンに移行、2011年に最終回を迎えた。現在は「シネマシティNEWS」として会員や登録者にメールマガジンを配信している。